# أتيليو جيوفاني
أتيليو جيوفاني (بالإيطالية: Attilio Giovannini)‏ (مواليد 30 يوليو 1924) هو لاعب كرة قدم. يلعب مع منتخب إيطاليا لكرة القدم. سبق له أن لعب في كأس العالم لكرة القدم مع منتخب بلاده.

## الروابط الخارجية
- أتيليو جيوفاني على موقع الاتحاد الدولي (مؤرشف)  (الإنجليزية)
- أتيليو جيوفاني على موقع قاعدة بيانات كرة القدم.إي يو (الإنجليزية)
- أتيليو جيوفاني على موقع ناشيونال فوتبول تيمز (الإنجليزية)
- أتيليو جيوفاني على موقع عالم كرة القدم.نت (الإنجليزية)